# Alcidion partitum
Alcidion partitum là một loài bọ cánh cứng trong họ Cerambycidae.